# Jhoana Barbosa Cabanzo
Jhoana Maritza Barbosa Cabanzo (Bogotá, Colombia; 18 de noviembre de 1972) es una escritora colombiana de literatura infantil, ganadora del Premio Nacional ARGOS y Cámara Colombiana del Libro 2016 Construyendo Lectores.

## Biografía
Jhoana Barbosa Cabanzo es una bióloga y escritora colombiana. Se licenció en Biología en la Universidad Distrital Francisco José de Caldas y realizó un diplomado en Escritura Creativa en la Pontificia Universidad Javeriana.
Entre 2001 y 2010, trabajó en investigación sobre ecología, distribución y conservación de mamíferos acuáticos en diversos ecosistemas de Colombia, incluyendo la Amazonía, la Orinoquía, el Pacífico y el Caribe. También participó en diagnósticos y planes de manejo para especies amenazadas.
En 2011, publicó su primer libro con la editorial Panamericana, iniciando su trayectoria en la literatura infantil.

## Obras
2011
- Los Viajes de Ara

2013
- Emergencia en el río Grande
- Marú la nutria

2014
- Una familia real[3]

2015
- Bajo el mismo cielo

2016
- Felipe y el Mar
- Emergencia en el río Grande

2018
- Bajo el mismo cielo

2021
- Jánako y la luz encantada[4]

2023
- El Botellón mágico[5]

2025
- El árbol que contaba Historias
- El Zumbador de mascotas

## Premios y reconocimientos
- Premio Nacional ARGOS y Cámara Colombiana del Libro (2016) - Construyendo Lectores.[1][2]